# Bruno Monsaingeon
Bruno Monsaingeon [bʀünɔ mɔ̃sɛ̃ɳʒɔ̃] (ur. 5 grudnia 1943 w Paryżu) – francuski reżyser i skrzypek. Jest znany z filmów dokumentalnych o sławnych muzykach XX wieku. Współpracował z Glennem Gouldem, Swiatosławem Richterem, Dawidem Ojstrachem. Obecnie współpracuje z polskim pianistą Piotrem Anderszewskim.

## Filmografia
- Diabelli Variations (Wariacje Diabellego), z Piotrem Anderszewskim, Idéale Audience 2004[2]
- Voyager intranquille (Podróżujący fortepian), z Piotrem Anderszewskim, Medici Arte 2009[1]